# Vasile Aaron
Vasile Aaron (n. 1770, Glogoveț, România – d. 21 august 1822, Sibiu, Imperiul Austriac) a fost un jurist, traducător și poet român din Transilvania.

## Biografie
A fost fiul parohului român unit (greco-catolic) Vasile Aaron din satul Glogoveț, de lângă Blaj. A urmat cursurile de teologie ale seminarului din Blaj și dreptul la Cluj. A fost cunoscător al limbilor română, germană, maghiară și latină.
După finalizarea studiilor s-a stabilit la Sibiu, unde a profesat ca jurat-procurator pe lângă Consistoriul Episcopiei Ortodoxe și notar al Companiei Grecești și apoi ca avocat independent. A fost primul avocat român care a avut dreptul de a pleda în fața instanțelor săsești din subordinea Universității săsești.
În anul 1818 a întreținut o corespondență cu mitropolitul Veniamin Costache, prin intermediul lui Ioan Budai Deleanu, și și-a exprimat interesul pentru un post de profesor la Seminarul de la Socola.

## Opera
Sub influența ideilor iluministe a făcut prelucrări literare pentru popor, mai ales după legende antice, care s-au bucurat, în special în Transilvania, de o popularitate asemănătoare scrierilor lui Anton Pann. Cele mai răspândite dintre acestea au fost: Perirea a doi iubiți adecă: jalnica întâmplare a lui Piram și Tisbe, cărora s-au adăugat mai pe urmă Nepotrivita iubire a lui Echo cu Narțis (1807), Vorbire în versuri de glume întră Leonat bețivul, om din Longobarda, și întră Dorofata, muierea sa (1815), Istoria lui Sofronim și a Haritei cei frumoase, fiicei lui Aristef, mai marelui din Milet (1821). A publicat și prelucrări din Metamorfozele lui Ovidiu. În manuscris a lăsat o traducere parțială a Eneidei și a Bucolicelor lui Vergiliu.

### Versuri
- Patimile și moartea a Domnului și Mântuitorului nostru Isus Hristos, Tipografia Șobeli, Brașov, 1805
- Versuri veselitoare la ziua numelui exțelenției sale domnului Ioan Bob, Tipografia Bart, Sibiu, 1806
- Perirea a doi iubiți adecă: jalnica întâmplare a lui Piram și Tisbe, cărora s-au adăugat mai pe urmă Nepotrivita iubire a lui Echo cu Narțis, Tipografia Bart, Sibiu, 1807
- Versuri veselitoare întru cinstirea prealuminatului și preaosfințitului domn Samuil Vulcan, Episcopului greco-catolicesc  al Orădiei-Mare, Tipografia Bart, Sibiu, 1807
- Vorbire în versuri de glume întră Leonat bețivul, om din Longobarda, și întră Dorofata, muierea sa, Sibiu, 1815
- Anul cel mănos. Bucuria lumei, Tipografia Bart, Sibiu, 1820
- Istoria lui Sofronim și a Haritei cei frumoase, fiicei lui Aristef, mai marelui din Milet, Tipografia Bart, Sibiu, 1821
- Reporta din vis, poem neterminat, fragment publicat în Telegraful român, Sibiu, XVI, 1868.
- Cătră Ovidie Naso și Verș jalnic la îngropăciunea d[omnului] Teod[or] Miheși, publicat de D. Popovici-Barcianu în Programă a Institutului pedagogico-teologic al Arhidiecezei ortodoxe române transilvane în Sibiu, XV, 1898 - 1899

### Traduceri
- Metamorfoze, de Ovidiu - fragmente
- Eneida, de Vergiliu - fragmente
- Bucolicele, de Vergiliu - fragmente

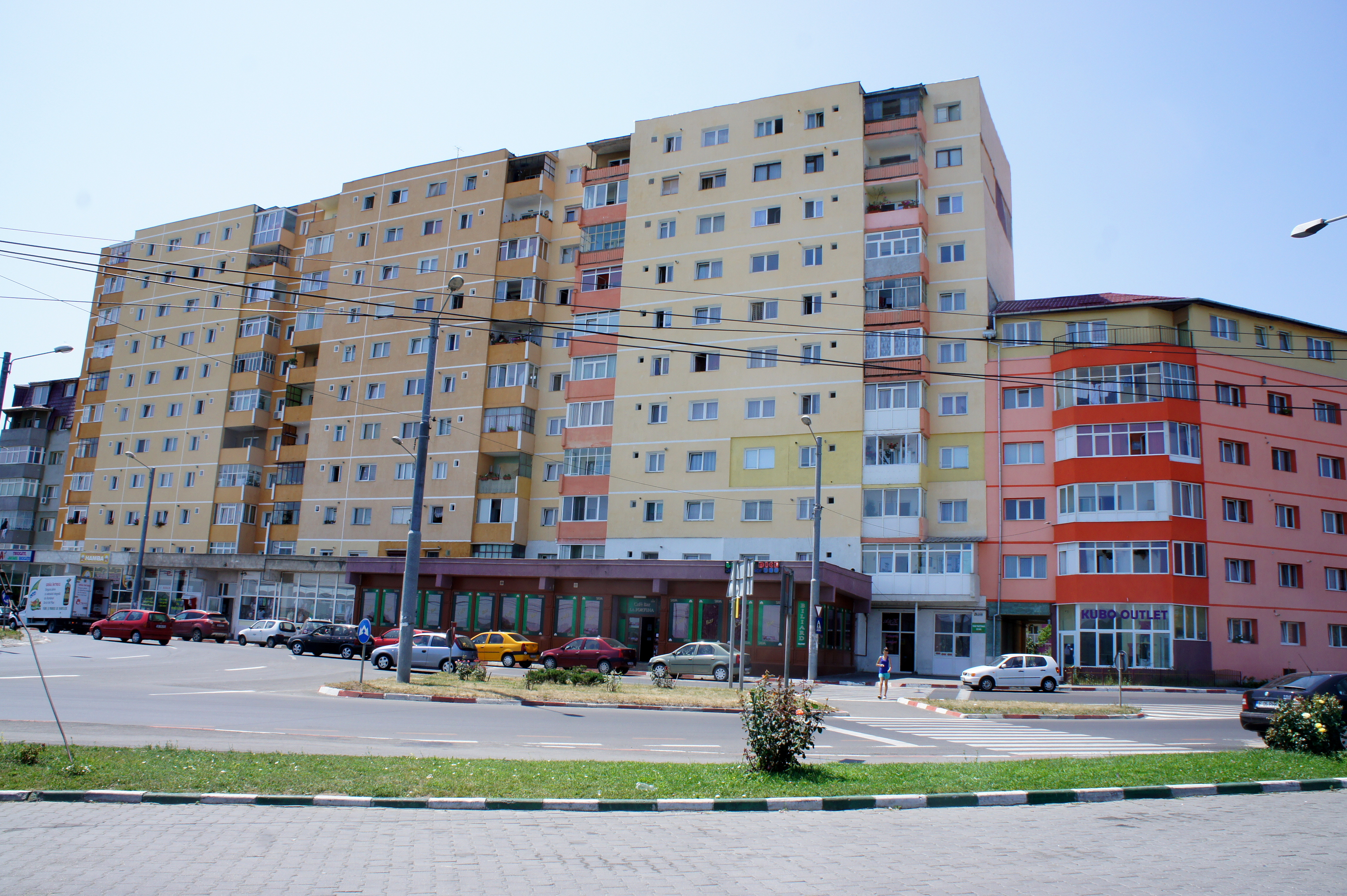
Cartierul „Vasile Aaron” din Sibiu

### Scrieri juridice
- Scrieri juridice inedite, ed. Nicolae Popa, Liliana Popa, Sibiu, 2014[3]

## Eponime
- Un cartier și o stradă din Sibiu îi poartă numele.